# Mazirat
Cet article possède un paronyme, voir Mazeirat.
Mazirat est une commune française, située dans le département de l'Allier en région Auvergne-Rhône-Alpes.

## Géographie

### Localisation
La commune de Mazirat est située au sud-ouest du département de l'Allier, à la limite du département de la Creuse.

### Limites communales
Six communes sont limitrophes de Mazirat, dont deux dans le département voisin de la Creuse :
| Teillet-Argenty          |                  | Sainte-Thérence |
| Budelière (Creuse)       | Mazirat          | Terjat          |
| Évaux-les-Bains (Creuse) | La Petite-Marche |                 |

### Géologie
Les roches environnantes datent essentiellement du Briovérien, sauf pour deux surfaces de 7 ha et 15 ha au sud-est de Mazirat datant de l'Oligocène, une d'environ 40 ha au nord-est datant du Crétacé supérieur, et une d'environ 11 ha datant du Permien au sud-ouest de Mazirat. Noter aussi au nord-ouest du bourg environ 30 ha de roches volcaniques associées aux rifts péri-alpins.

### Hydrographie
Le ruisseau de Saint-Martin prend sa source à 500 m au sud-est du bourg de Mazirat. Le trait hydrographique le plus remarquable de la commune est d'être bordée par des cours d'eau sur presque 18 km, ce qui lui laisse seulement 7,5 km de bordure non marquée par un cours d'eau ou un étang (longueurs approximatives).
Ainsi, l'étang de Beausson au sud-est marque la séparation entre les communes de Mazirat et de Terjat sur 320 m. De là, les derniers 7,8 km du ruisseau de Meaulne, affluent du Cher, marquent la bordure sud-est, sud et sud-ouest de la commune avec celle de Terjat puis de La Petite-Marche. L'étang et le Meaulne totalisent ensemble plus de 8 km de bordure communale.
À la confluence du Meaulne avec le Cher au sud-ouest de la commune, le Cher, qui remonte vers le nord, prend le relais en servant de limite sur un peu plus de 5,5 km entre la commune et celle d'Évaux-les-Bains à l'ouest. Il sert également brièvement de limite entre la commune et celle de Budelière sur 140 m au milieu de sa confluence avec la Tardes, puis se tournant vers l'ouest il sépare sur presque 2,5 km la commune de celle de Teillet au nord.
Puis c'est un autre de ses affluents, le ruisseau de Saint-Martin qui, venant du sud, sert de limite de commune sur environ 1,7 km entre celles de Mazirat et de Sainte-Thérence, au nord et nord-nord-est de Mazirat.

### Climat
Pour des articles plus généraux, voir Climat d'Auvergne-Rhône-Alpes et Climat de l'Allier.
En 2010, le climat de la commune est de type climat océanique dégradé des plaines du Centre et du Nord, selon une étude du CNRS s'appuyant sur une série de données couvrant la période 1971-2000. En 2020, Météo-France publie une typologie des climats de la France métropolitaine dans laquelle la commune est exposée à un climat de montagne ou de marges de montagne et est dans la région climatique Ouest et nord-ouest du Massif Central, caractérisée par une pluviométrie annuelle de 900 à 1 500 mm, maximale en automne et en hiver.
Pour la période 1971-2000, la température annuelle moyenne est de 10,5 °C, avec une amplitude thermique annuelle de 15,6 °C. Le cumul annuel moyen de précipitations est de 818 mm, avec 10,9 jours de précipitations en janvier et 7,6 jours en juillet. Pour la période 1991-2020, la température moyenne annuelle observée sur la station météorologique de Météo-France la plus proche, sur la commune de Durdat-Larequille à 13 km à vol d'oiseau, est de 11,0 °C et le cumul annuel moyen de précipitations est de 879,1 mm,. Pour l'avenir, les paramètres climatiques de la commune estimés pour 2050 selon différents scénarios d'émission de gaz à effet de serre sont consultables sur un site dédié publié par Météo-France en novembre 2022.

## Urbanisme

### Typologie
Au 1er janvier 2024, Mazirat est catégorisée commune rurale à habitat très dispersé, selon la nouvelle grille communale de densité à 7 niveaux définie par l'Insee en 2022.
Elle est située hors unité urbaine. Par ailleurs la commune fait partie de l'aire d'attraction de Montluçon, dont elle est une commune de la couronne,. Cette aire, qui regroupe 58 communes, est catégorisée dans les aires de 50 000 à moins de 200 000 habitants,.

### Occupation des sols

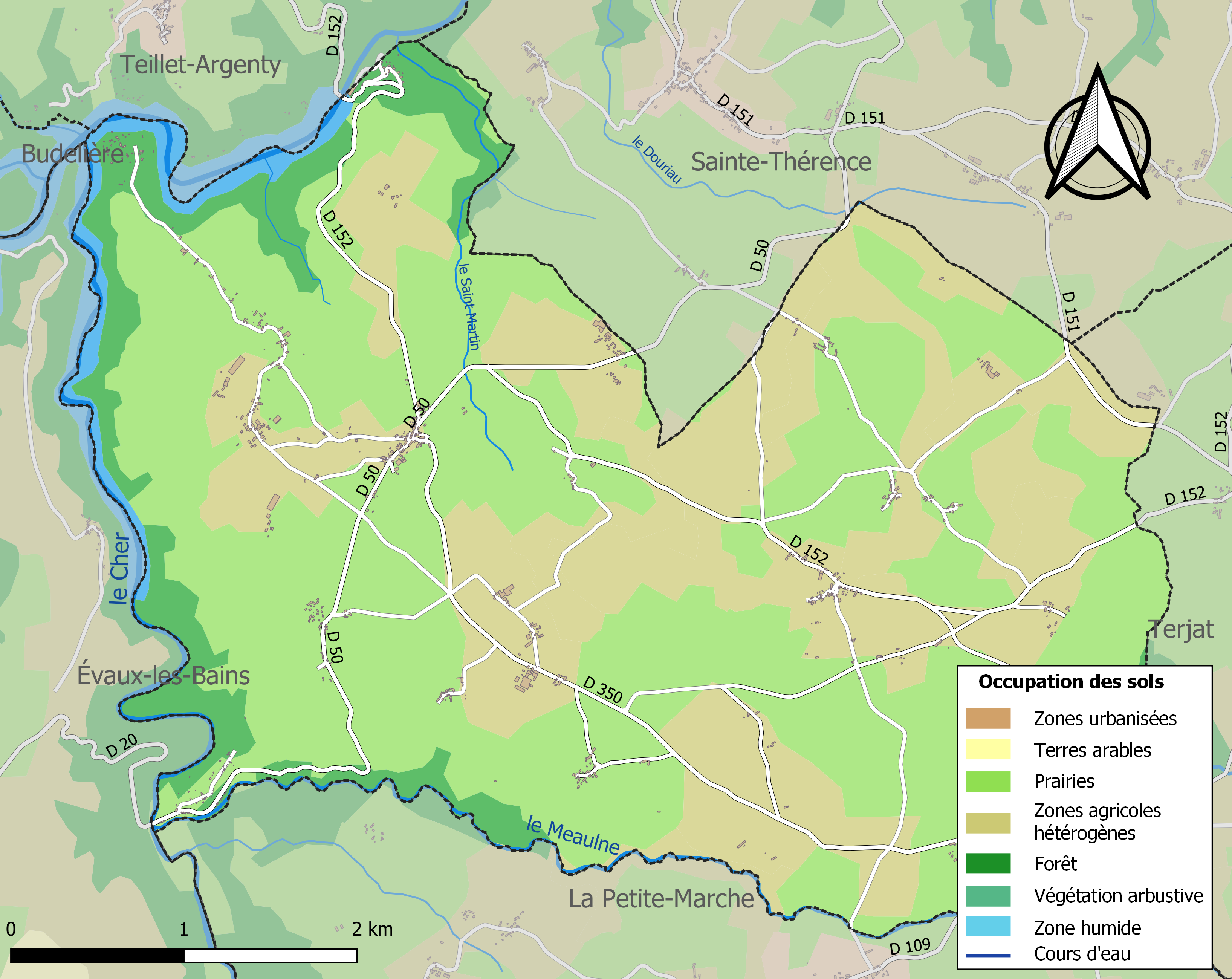
Carte des infrastructures et de l'occupation des sols de la commune en 2018 (CLC).

L'occupation des sols de la commune, telle qu'elle ressort de la base de données européenne d’occupation biophysique des sols Corine Land Cover (CLC), est marquée par l'importance des territoires agricoles (90,2 % en 2018), une proportion identique à celle de 1990 (90,2 %). La répartition détaillée en 2018 est la suivante : 
prairies (57,5 %), zones agricoles hétérogènes (32,7 %), forêts (7,8 %), eaux continentales (2 %).
L'IGN met par ailleurs à disposition un outil en ligne permettant de comparer l’évolution dans le temps de l’occupation des sols de la commune (ou de territoires à des échelles différentes). Plusieurs époques sont accessibles sous forme de cartes ou photos aériennes : la carte de Cassini (XVIIIe siècle), la carte d'état-major (1820-1866) et la période actuelle (1950 à aujourd'hui).

### Voies de communication et transports
Le territoire communal est traversé par les routes départementales 50, reliant l'agglomération montluçonnaise à Évaux-les-Bains, 152, reliant Teillet (commune de Teillet-Argenty) au Breuil (commune de Terjat) et 350, reliant le centre-bourg à la D 109 à Terjat.

## Toponymie
Le nom de la commune est une francisation de l'occitan Masira que l'on retrouve ici dans le dialecte marchois parlé traditionnellement dans la région de Montluçon. Le mot provient lui-même du latin populaire Macerias, qui désigne les ruines d'un bâtiment.
Mazirat se situe, en effet, dans l'aire linguistique du Croissant, zone où se rejoignent et se mélangent l'occitan et la langue d'oïl (ici berrichon).

## Histoire
L'histoire de Mazirat commence par celui qui est à son origine, un romain nommé Maserius ou Macerius[réf. nécessaire].

## Politique et administration
Une nouvelle maire a été élue au premier tour des élections municipales de 2020. Le conseil municipal, réuni en mai, a désigné deux adjoints.
| Période                                  | Période                    | Identité         | Étiquette | Qualité   |
| ---------------------------------------- | -------------------------- | ---------------- | --------- | --------- |
| Les données manquantes sont à compléter. |                            |                  |           |           |
| avant 1988                               | ?                          | Henri Gagnière   |           |           |
| mars 1989                                | mai 2020                   | Lucette Gagnière |           | Retraitée |
| mai 2020                                 | En cours (au 11 juin 2020) | Magalie Jarraud  |           |           |

## Population et société

### Démographie
Les habitants de la commune sont appelés les Maziratois et les Maziratoises.
L'évolution du nombre d'habitants est connue à travers les recensements de la population effectués dans la commune depuis 1793. Pour les communes de moins de 10 000 habitants, une enquête de recensement portant sur toute la population est réalisée tous les cinq ans, les populations de référence des années intermédiaires étant quant à elles estimées par interpolation ou extrapolation. Pour la commune, le premier recensement exhaustif entrant dans le cadre du nouveau dispositif a été réalisé en 2008.

En 2022, la commune comptait 280 habitants, en évolution de −0,36 % par rapport à 2016 (Allier : −1,38 %, France hors Mayotte : +2,11 %).
| 1793 | 1800 | 1806 | 1821 | 1831 | 1836 | 1841 | 1846 | 1851 |
| ---- | ---- | ---- | ---- | ---- | ---- | ---- | ---- | ---- |
| 685  | 694  | 707  | 737  | 730  | 790  | 819  | 831  | 824  |

| 1856 | 1861 | 1866 | 1872 | 1876 | 1881 | 1886 | 1891 | 1896 |
| ---- | ---- | ---- | ---- | ---- | ---- | ---- | ---- | ---- |
| 837  | 830  | 824  | 851  | 851  | 832  | 829  | 807  | 812  |

| 1901 | 1906 | 1911 | 1921 | 1926 | 1931 | 1936 | 1946 | 1954 |
| ---- | ---- | ---- | ---- | ---- | ---- | ---- | ---- | ---- |
| 772  | 763  | 736  | 644  | 581  | 553  | 507  | 480  | 425  |

| 1962 | 1968 | 1975 | 1982 | 1990 | 1999 | 2006 | 2008 | 2013 |
| ---- | ---- | ---- | ---- | ---- | ---- | ---- | ---- | ---- |
| 450  | 400  | 320  | 297  | 301  | 267  | 284  | 289  | 283  |

| 2018 | 2022 | - | - | - | - | - | - | - |
| ---- | ---- | - | - | - | - | - | - | - |
| 284  | 280  | - | - | - | - | - | - | - |

## Culture locale et patrimoine

### Lieux et monuments
- Église Saint-Martin du XIXe siècle.

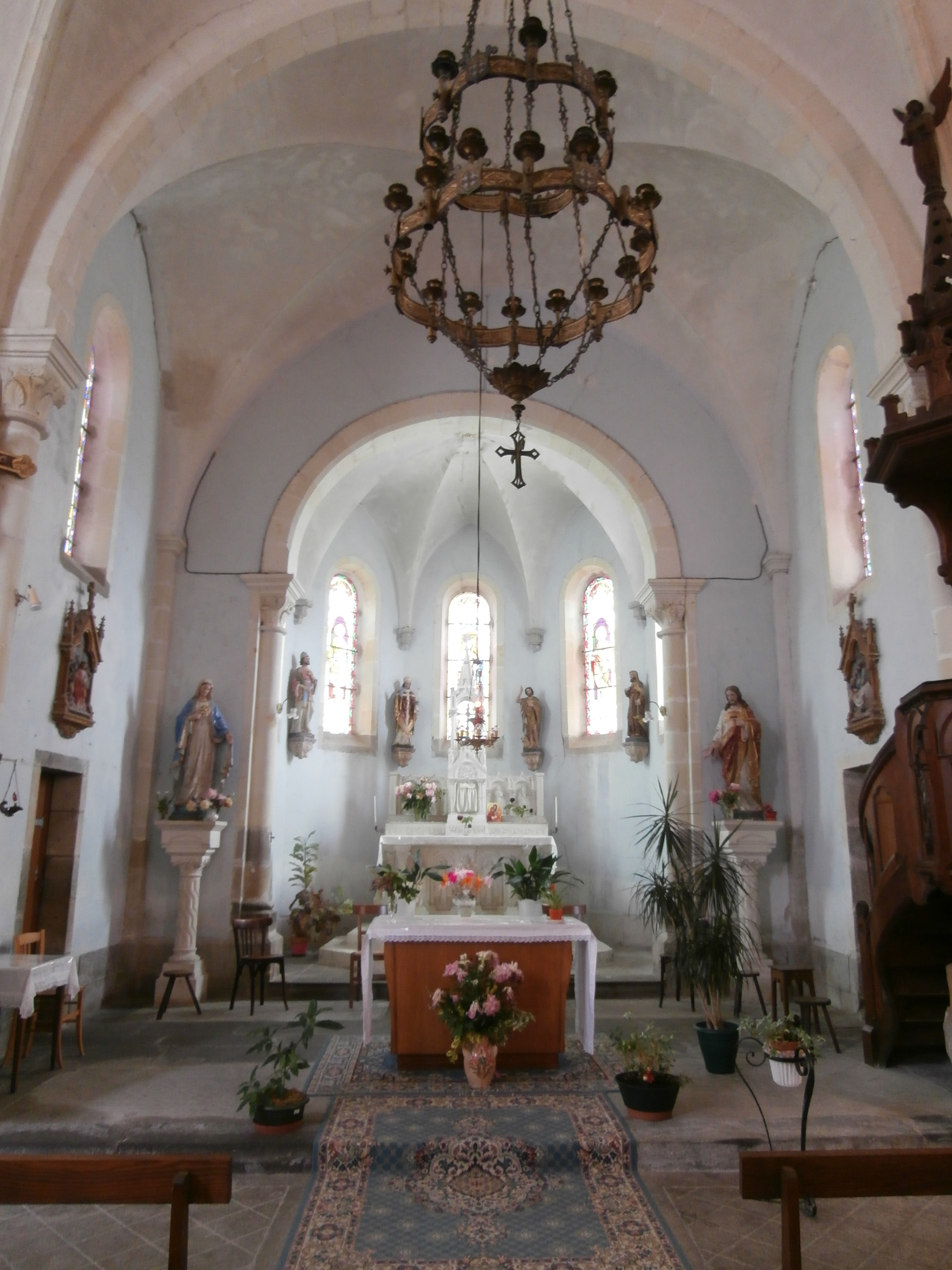
Intérieur de l'église.
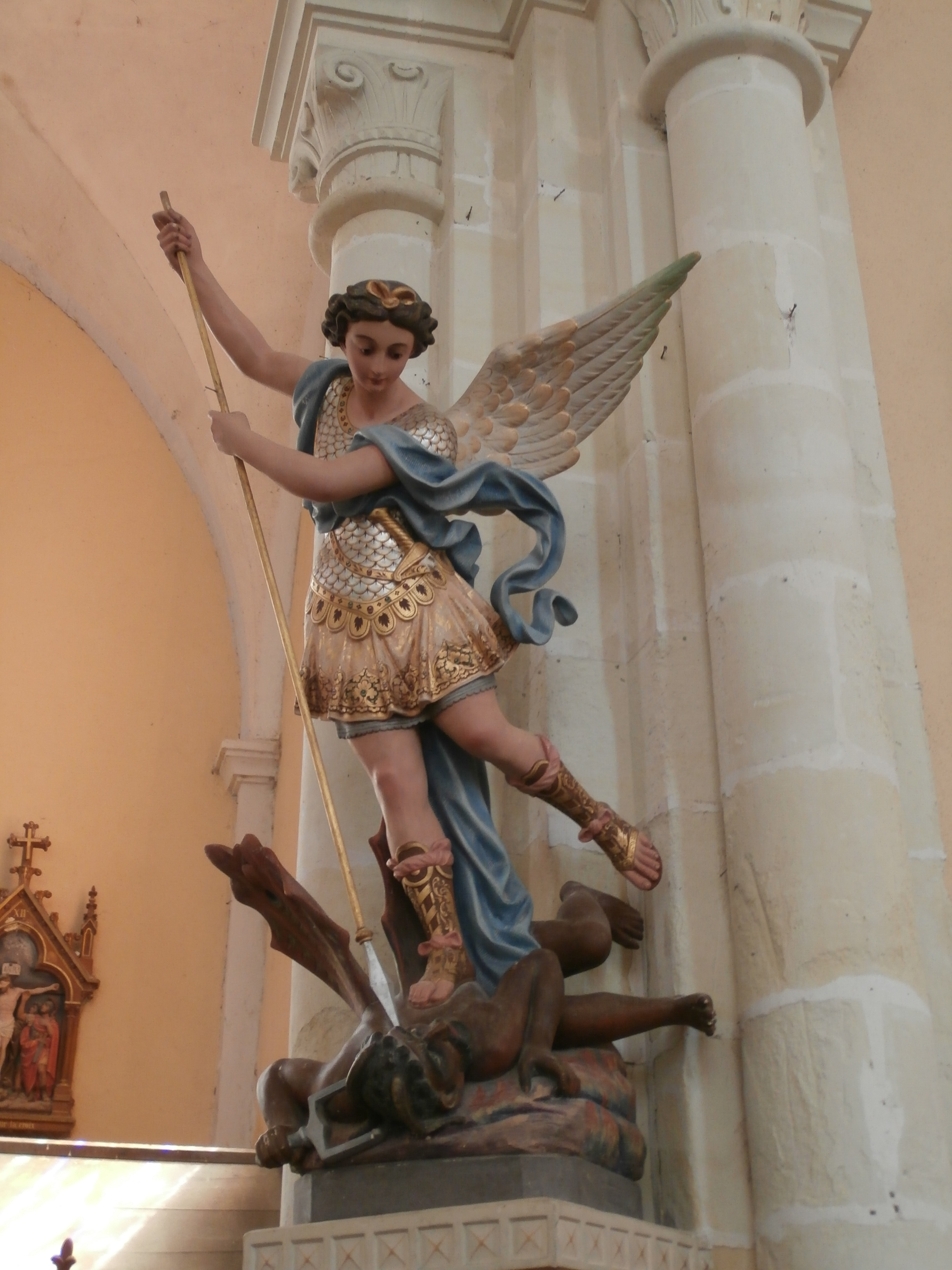
Saint Michel Archange.
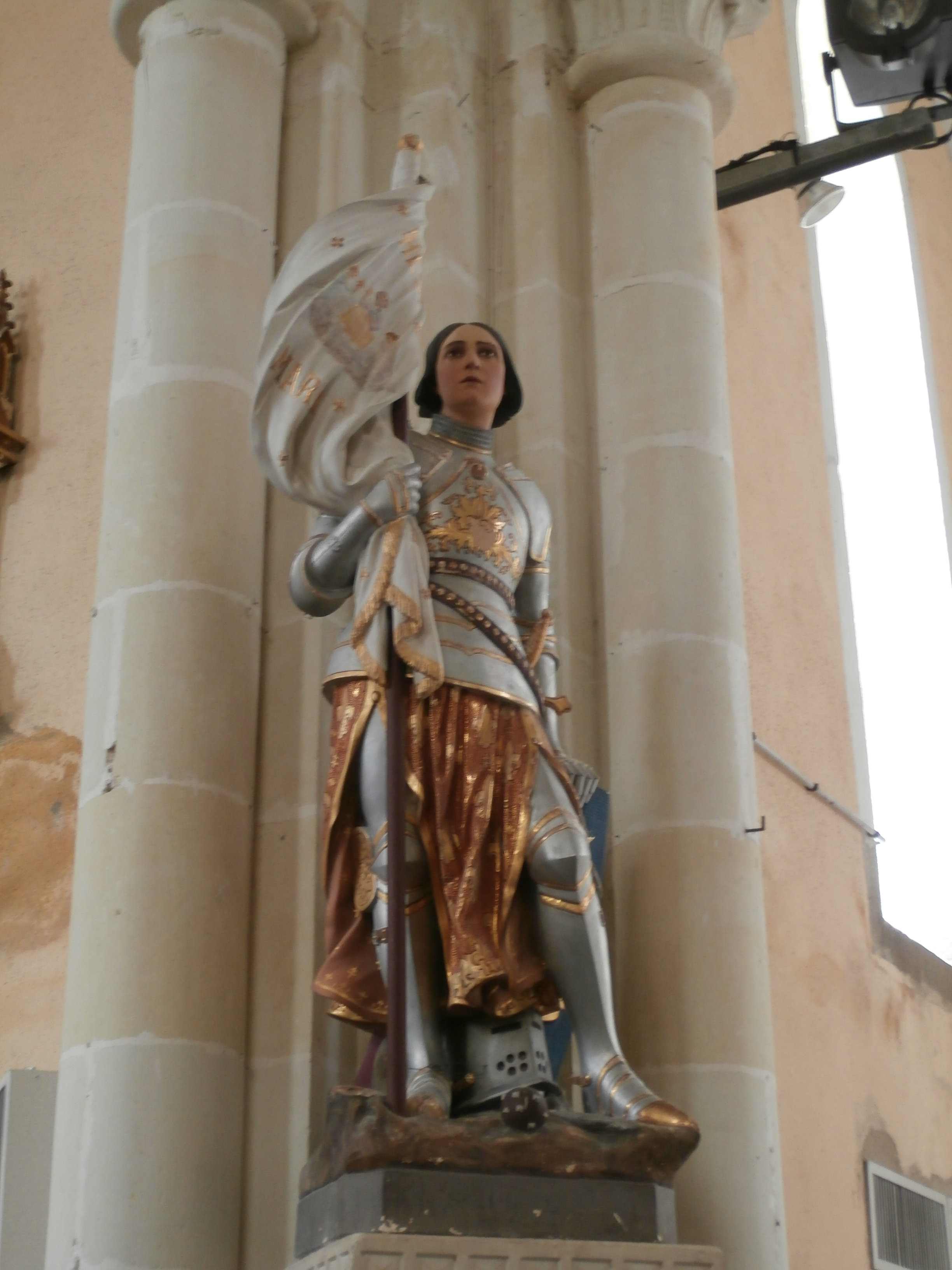
Sainte Jeanne d'Arc.

- Barrage de Rochebut, sur le Cher. Construit de 1906 à 1909, il est le premier barrage hydro-électrique établi dans le Massif Central. Son plan d'eau abrite depuis 1973 une base de moto-nautisme.
- La source de Freydefont, Freida font en occitan (« source froide »), associe un puits à un bassin plus tard transformé en lavoir.

### Personnalités liées à la commune
- Henri Norre, l'écrivain-paysan, est né en 1859 à Mazirat (au Chassing).
- Jeanne Moreau, dont le père, Anatole Moreau (1898-1975), gérant de la brasserie de La Cloche d'Or, rue Fontaine, à Paris, est né à Mazirat et y est enterré. Elle y passe une partie de son enfance[23], ainsi qu'à Vichy.

### Héraldique
|  | Les armes de la commune se blasonnent ainsi : D’azur à l’épée basse d’or accostée de deux éclairs d’argent celui de dextre posé en bande et celui de senestre posé en barre, au chef aussi d’argent chargé d’une fleurs de lys de gueules accostée de deux quintefeuilles du même. |